# La Désirade (film)
Pour les articles homonymes, voir La Désirade.
Pour plus de détails, voir Fiche technique et Distribution.
La Désirade est un film français réalisé par Alain Cuniot et sorti en 1969.

## Synopsis
Après avoir réalisé un hold-up, Claude part vers Le Havre avec son amie Nénette dans l'intention de s'embarquer vers l'île de La Désirade dans les Antilles. Ils sont poursuivis par le commissaire Berteaux, qui tombe amoureux de Nénette.

## Fiche technique
- Réalisation : Alain Cuniot
- Scénario : Alain Cuniot
- Production :  Omnia Films
- Musique : Pierre Cuniot
- Image : Daniel Vogel
- Montage : Blanchette Cuniot
- Durée : 90 minutes
- Date de sortie :
  - France : 2 avril 1969

## Distribution
- Simone Couderc : Nénette
- Claude Brosset : Claude, le truand
- Viviane Everly : Nicole
- Jean-Pierre Dorat : Raymond, l'ouvrier
- Alain Cuniot : Le commissaire Berteaux
- Christian Barbier
- Jean Saudray : Pierrot